# 笑蜀
笑蜀（1962年12月27日—），原名陈敏，男，四川仪陇人，中国大陆作家、公共知识分子。毕业于中山大学历史系，曾任《中国改革》编辑，《南方周末》评论员。 中国新公民运动主要参与者及理论与宣传方面的主要贡献者之一。

## 生平
1962年，笑蜀出生在四川省仪陇县。1980年到1984年，笑蜀就读广州中山大学历史系，研究中国共产党党史。1984年到2002年，笑蜀在武汉医学院任教。1989年六四事件后，笑蜀曾被“双清双查”，历时一年。其后6年被取消授课资格，只领基本工资，直到1996年才重返课堂。
1999年，笑蜀的作品《历史的先声》和《刘文彩真相》出版，旋即被查禁。2002年到2005年任北京的《中国改革》杂志执行主编，后因当局压力离开北京。2005年，笑蜀离开北京市到广东就职《南方周末》高级评论员。2011年3月，笑蜀被逐出《南方周末》，笑蜀自称为“放学术假”。2012年9月11日，笑蜀的新浪微博账号被政府当局注销。

## 公民活动
笑蜀是中国公民社会与公民运动的主要倡导者之一，新公民运动理论的主要贡献者。
2013年2月，笑蜀与人权捍卫者郭飞雄联名发起公民联署，呼吁全国人大尽快批准公民权利和政治权利国际公约。公开信于2月26日发布，首批联署人包括贺卫方、茅于轼、何兵、张鸣等学者，浦志强、周泽等律师，戴晴、冉云飞、王力雄等作家，以及王克勤和翟明磊等媒体人士。截至3月28日有一千余人参与联署。
2013年7月16日许志永被当局刑拘，笑蜀与王功权、茅于轼、何三畏、杨子立发起公开信《许志永事件之公民社会呼吁书》要求当局释放许志永和其他被捕公民活动人士。8月2日，笑蜀被中国公安带走，两日后被释放。9月13日，王功权被刑拘，同日笑蜀和刘苏里、郭玉闪发布《关于王功权先生被刑拘的紧急声明》，并征集公民联署。
2013年底笑蜀出游台湾，在国立政治大学做访问学者；2014年在美国哥伦比亚大学做访问学者。

## 理念
笑蜀主张“独立、中道、平和、理性”的媒体价值观，见解独到。
对于中国的政治转型路径，笑蜀提出了著名的“倒逼”理论，即通过积极的、进取的、理性的、负责任的社会运动倒逼改变中国。

## 著名时评文章
笑蜀常年为BBC中文网，金融时报，纽约时报等报刊撰写时评。
- 2011年11月15日、[9]
- 2013年8月4日、BBC中文网：和平理性争取公民社会 [10]
- 2014年2月21日、金融时报：习近平的第三条道路 [11]
- 2014年4月13日、亚洲周刊：郭飞雄：不容误读的思想者 [12]
- 2014年6月3日、金融时报：从广场学运到新公民运动 [2]
- 2020年1月31日、纽约时报：武汉封城与极端政治 [13]

## 语录
笑蜀在2011年11月就美国介入陈光诚事件在纽约时报发表评论中说道：
I welcome American politicians' concerns about China's human rights situation. But I have one request: please be a bit more considerate, a bit more flexible, and a bit more tactful about our leaders' mind-set. That way, you — and we — might have more success. 我欢迎美国政治家关注中国人权状况。但我有一个请求：请你们更体贴点、更灵活点、更有技巧一点。这样，你们和我们也许会取得更大的成功。

## 作品
- 段云章; 陈敏; 倪俊明. . 河南省: 河南人民出版社. 1989. ISBN 7-215-00329-9.
- . 陕西省: 陕西师范大学出版社. 1999. ISBN 9787561319741.
- . 广东省: 汕头大学出版社. 1999: 350. ISBN 9787810363457.
- . 广东省: 广东人民出版社. 2003: 289. ISBN 7218042651.
- . 广东省: 广东人民出版社. 2011: 304. ISBN 9787218060729.